# Direction générale de l’action pour le climat (Union européenne)
La direction générale de l'action pour le climat (DG CLIMA), fondée en 2010, est un département de la Commission européenne responsable des négociations internationales de l'UE sur le climat, du développement et de la mise en œuvre du système d'échange de quotas d'émission de l'UE et de la production du "Plan de transformation du Pacte vert pour l'Europe (ou Green Deal européen). 

## Structure

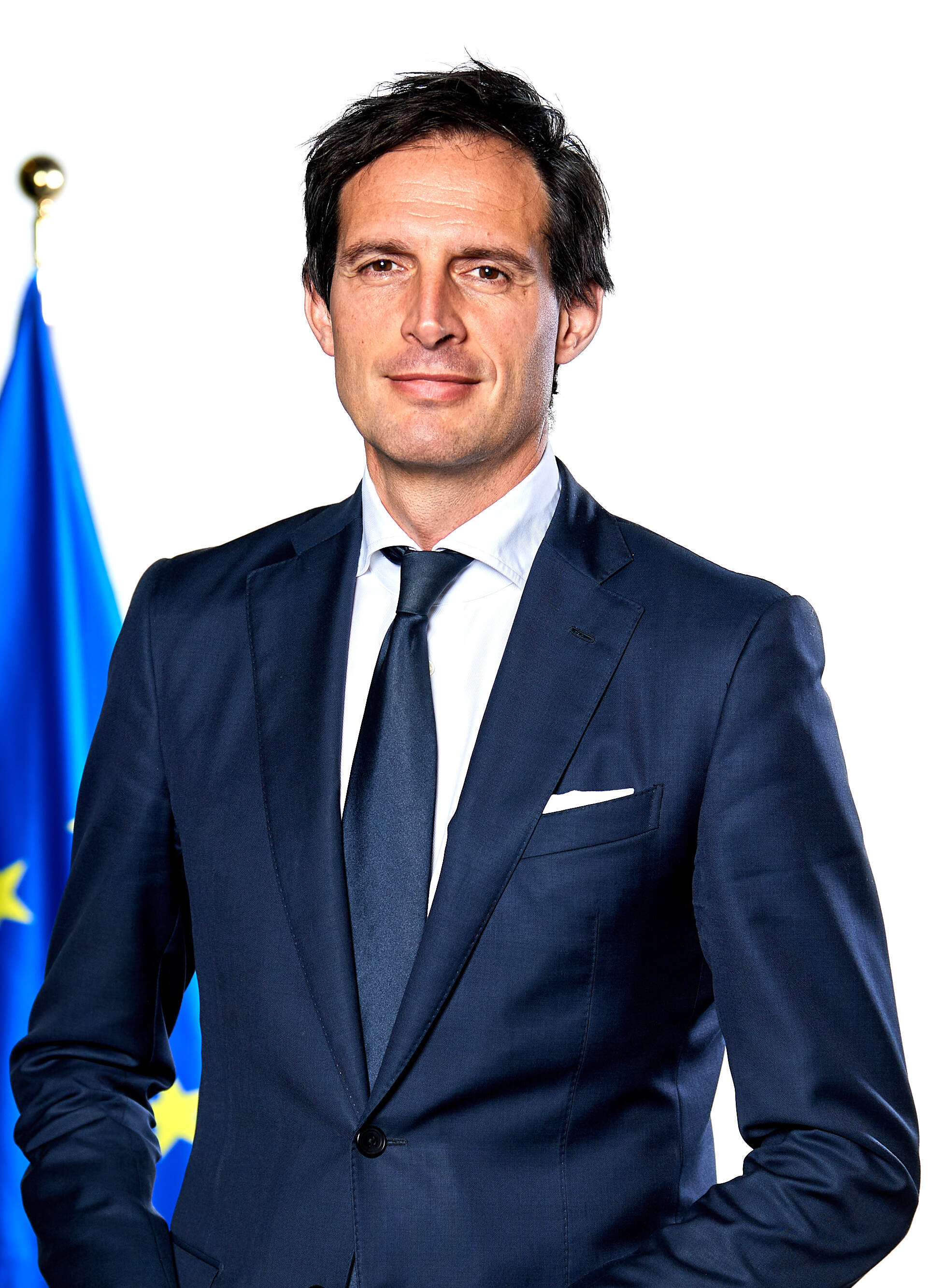
Wopke Hoekstra, actuel commissaire européen à l'Action pour le climat.

Le commissaire de 2022 est l'ancien ministre des Affaires étrangères néerlandais Frans Timmermans et le directeur de la direction générale était l'Italien Raffaele Mauro Petriccione avant qu'il ne meurt subitement d'un arrêt cardiaque fin août 2022 à l'âge de 65 ans.
La direction générale est étroitement liée à la direction générale de l'énergie et à la direction générale de l'environnement.